# Tethya papillosa
Tethya papillosa är en svampdjursart som först beskrevs av Thiele 1905.  Tethya papillosa ingår i släktet Tethya och familjen Tethyidae. Inga underarter finns listade i Catalogue of Life.